# .ki
.ki (Kiribati) é o código TLD (ccTLD) na Internet para o Kiribati.